# Luchtpijpvertakking
De luchtwegvertakkingen of bronchi (enkelvoud: bronchus) zijn luchtwegen voor de ademhaling die in grootte tussen de luchtpijp (trachea) en bronchioli in zitten. Er zijn in het menselijk lichaam twee hoofdbronchi die zich in 5 lobaire bronchiën (voor de twee kwabben van de linkerlong en de drie kwabben van de rechterlong) en uiteindelijk in 19 segmentale bronchiën splitsen (10 rechts en 9 links). 
De bronchiën zijn van binnen bekleed met slijmvlies en kraakbeenschijfjes en bestaan uit bindweefsel en glad spierweefsel. Glad spierweefsel ontspant zich bij inademing en strekt zich bij uitademing.
Ingeademde kleine voorwerpen zoals pinda's komen meestal in de rechter hoofdbronchus terecht, doordat die iets steiler naar beneden loopt dan de linker. Doordat de long of een deel ervan als gevolg hiervan geen lucht meer krijgt, kan deze samenvallen (collaps). Deze aandoening wordt (long)atelectase genoemd.
Strotklepje (epiglottis) · Strottenhoofd (larynx) · Luchtpijp (trachea) · Luchtpijpvertakkingen (bronchi) · Bronchioli · Longblaasjes (alveolen) · Longen

Ademhaling · Stembanden